# Nørreport (metropolitana di Copenaghen)
La stazione di Nørreport è una stazione della metropolitana di Copenaghen, posta sul tratto comune alle linee M1 e M2.

## Storia
La stazione entrò in servizio il 19 ottobre 2002, come capolinea provvisorio della prima tratta della metropolitana di Copenaghen, da Nørreport a Vestamager (linea M1) e Lergravsparken (linea M2).
Rimase capolinea fino al 29 maggio dell'anno successivo, quando la linea fu prolungata fino a Frederiksberg.

## Interscambi
- Stazione ferroviaria (Nørreport)